# Metarranthis mollicularia
Metarranthis mollicularia là một loài bướm đêm trong họ Geometridae.